# Элосеги, Мария
Мария Элосеги (исп. María Elósegui, род. 7 декабря 1957, Сан-Себастьян, Страна Басков) — испанская юристка и философ, профессор философии права на факультете права Университета Сарагосы и судья Европейского суда по правам человека.

## Биография
Мария Элосеги получила степень доктора в Университете Наварры в 1987 году и продолжила обучение в магистратуре Университета Глазго по специальности философия, которую окончила в 1989 году. После этого она изучала право в Университете Сент-Луи в Брюсселе, где получила степень магистра в 1994 году. В 2002 году получила степень доктора в Университете Наварры.
В период 1982—1988 гг. она преподавала философию в Бильбао, а в 1988—1989 гг. занималась исследованиями в Университете Глазго. Она стала профессором философии права в Университете Сарагосы в 1994 году и читала там лекции до 2018 года. В 2013—2017 годах она также была членом Европейской комиссии по борьбе с расизмом и нетерпимостью. С 15 марта 2018 года она — судья Европейского суда по правам человека от Испании. Её назначили на замену предыдущему судье Луису Лопесу Гуэрре.

## Личная жизнь
Мария Элосеги — дочь инженера Хосе Мариа Элосеги Амундарана и сестра кинорежиссёра-документалиста Хосе Марии Элосеги Ичасо, который в 2008 году выпустил документальный фильм о «Peine del Viento», очень известную статую в Сан-Себастьяне. Мария Элосеги также написала книгу про эту скульптуру, с помощью её отца. Её сестра, доктор Люсия Элосеги, является координатором трансплантологии в Университетской больнице Сан-Себастьяна.
Мария Элосеги является членом римско-католической религиозной организации Opus Dei.